# Klaus Allofs
Klaus Allofs (nascut el 5 de desembre de 1956) és un futbolista alemany retirat que va jugar com a davanter. Actualment és director esportiu en el club de la Bundesliga Wolfsburg.